# Kenyatricha mulanje
Kenyatricha mulanje är en tvåvingeart som beskrevs av Chandler 2002. Kenyatricha mulanje ingår i släktet Kenyatricha och familjen Rangomaramidae.
Artens utbredningsområde är Malawi. Inga underarter finns listade i Catalogue of Life.